# Торпедні крейсери типу «Гуаньї»
Крейсера типу «Гуаньї» — серія торпедних крейсерів військово-морських сил імператорського Китаю. Брали активну участь в першій японо-китайській війні.

## Представники типу
«Гуаньї» (Kuang Yi) — головний корабель серії. Закладений на мавейских верфях поблизу Фучжоу в 1889 р. Спущений на воду в 1890 році, включений до складу флоту в 1891 р.
«Гуанбин» (Kuang Ping) та «Гуандин» (Kuang Ting). Закладені одночасно в Фучжоу в 1890 р. Спущені на воду в 1891 р. Включені до складу флоту в 1893 р.

## Опис конструкції та оцінка проекту
Торпедні крейсери типу «Гуаньї» продовжували серію легких патрульних кораблів, що будувалися в Фучжоу для південної Гуанчжоуській ескадри, і представляли собою розвиток проекту більш раннього композитного торпедного крейсера «Гуанцзя». По доповіді капітана російського крейсера «Адмірал Нахімов», який їх бачив, китайські торпедні крейсери будувалися «за англійським кресленнями». Суднові механізми і обладнання, а також артилерія були імпортовані з Великої Британії
Водотоннажність — 1100 тонн (у «Гуанцзя» — 1278 тонн). Рухова установка в 3 тис. л. с. (проти 2,4 тис. у «Гуанцзя»), що дозволяло розвивати максимальну швидкість в 17 вузлів, запас вугілля — 150 тонн. Витягнутий залізний корпус з прямою гладкою палубою, над якою височіли висока надбудова з рубкою і містком в передній частині, одна труба і три легкі щогли. Головним захистом корабля була броньована палуба дюймової товщини. Вертикальне бронювання обмежувалося рубкою (2-дюймова броня) і гарматними щитами.
Основне артилерійське озброєння складали три 152 мм гармати Круппа, проте перед самим початком війни з Японією кораблі серії пройшли переозброєння — замість гармат Круппа були встановлені по 3 скорострільних 120-мм гармати, виготовлених в арсеналі Цзянсу: два в районі напівбаку, на спонсонах, по одному на кожен борт, ще одна гармата — в кормовій частині. Допоміжне озброєння: чотири 47-міліметрових і чотири 37-міліметрових гармати. Питання про мінно-торпедному озброєнні залишається відкритим: декларовані чотири торпедних апарати (замість двох у попереднього «Гуанцзя»), за даними китайського історика флоту Чен Юе, могли бути встановлені тільки на «Гуанбін», після битви при Ялу.
Крейсера типу «Гуаньї» можна визнати очевидним успіхом молодого китайського кораблебудування. Зрозуміло, малі крейсера цього типу не могли протистояти набагато сильнішим і більш швидкохідним бронепалубным крейсерам 2-го рангу, які складали основну ударну міць японського флоту, але як легкі кораблі патрульно-дозорної і посильної служби вони цілком відповідали своєму часу і не поступалися побудованим в Японії однотипним авізо (наприклад, безбронному крейсеру «Такао»). Власне як торпедний крейсер, тобто корабель призначений для дій проти міноносців, використовувати занадто важкий і тихохідний для цього класу кораблів «Гуаньї» було б неможливо. Втім, через швидке зростання швидкості міноносців безперспективним виявився весь клас торпедних крейсерів і торпедних канонерок.

## Служба
Навесні 1894 р. у зв'язку з загрозою війни з Японією мінні крейсера «Гуаньї» і «Гуанбін» разом з композитним авізо «Гуанцзя» були направлені з Гуанчжоу на північ Китаю для участі в маневрах Бєйянского флоту військово-морських сил Китаю під командуванням адмірала Дін Жучана. і надалі включені до її складу. У липні того ж року «Гуаньї» разом з бронепалубным крейсером «Цзиюань» був направлений для супроводу транспортів з китайськими військами в корейський порт Асан.
25 липня 1894 р. з несподіваного нападу на китайські кораблі у Асана почалася японо-китайська війна. При виході рано вранці з бухти назустріч черговому прибуваючому транспорту «Цзиюань» і «Гуанъи» були зустрінуті трьома набагато сильнішими бронепалубными крейсерами японського «Летючого загону» контр-адмірала К. Цубоі. Хоча війна ще не була оголошена і старший командир переднього «Цзіюаня» Фан Боцянь не давав розпоряджень про приведення кораблів в боєготовність, командир «Гуанъи» Лінь Госян негайно наказав пробити бойову тривогу. Коли японський крейсер «Нанива» (командир — Хейтахіро Того) раптово спрямувавна «Цзиюань» шквальний вогонь, завдавши першими залпами важкі ушкодження, «Гуаньї» сам сміливо атакував «Наниву», що відвернуло від японців «Цзіюаня» що дало йому можливість полагодити пошкоджене рульове управління.
«Цзіюань», переслідуваний флагманським крейсером адмірала Цубои «Йосіно» став прориватися у відкрите море, а «Гуаньї» пішов уздовж берега, ведучи бій з «Нанівой», а потім і приєдналася до неї «Акицусимой» (командир — Х. Камимура). В ході нерівного бою китайський торпедний крейсер втратив 31 людини убитими і 40 пораненими, корпус був пробитий у багатьох місцях, відкрилася сильна течія, до того ж підходили до кінця снаряди. Лінь Госян посадив «Гуаньї» на скелі, команда, підірвавши машину, покинула корабель і добралася до берега. Через деякий час підійшла «Акіцусіма» довершила знищення застряглого на скелях «Гуаньї». «Цзіюаню» вдалося піти в Вэйхайвэй, але в той же день японці потопили транспорт «Гаошэн» з 1100 китайських солдатами і змусили здатися авізо «Цаоцзян».
У вересні того ж року торпедний крейсер «Гуанбин» брав участь у поході супроводжувала військові транспорти Бэйянской ескадри до гирла р. Ялу. Завдяки невеликій осаді "Гуанбин зміг, прикриваючи висадку, увійти безпосередньо в гирлі річки, де встав на якір разом з ренделовскими канонерками, миноносцами і малим броненосним крейсером «Піньюань». На наступний день 17 вересня 1895 р. «Гуанбин» взяв участь у вирішальній морській битві війни — битві при Ялу. Витративши час на вихід з річки разом з «Пинъюанем» і двома миноносцами, «Гуанбин» запізнився до початку битви.
При підході до місця бою мінний крейсер атакував пошкоджений японський штабний пароплав «Сайке-мару». «Гуанбін» обстріляв «Сайке», домігшись 4 влучень з 120-мм гармат, але потім пішов разом з «Пиньюанем» на з'єднання з іншими китайськими крейсерами, залищивши добивати пароплав миноносцям. З усіх китайських кораблів, які брали участь у битві, «Гуанбін» постраждав найменше, серед його команди не було вбитих і всього 2 людини отримали поранення.
Залишаючись у складі Бэйянской ескадри «Гуанбин» був разом з нею заблокований на початку 1895 р. у бухті Вэйхайвэя. Брав участь в обстрілі японських військ, нісдозорну службу. Командир «Гуанбіна» Чен Бигуана був обраний Дін Жучаном для передачі японському командуванню згоди на капітуляцію. На одному з канонерських човнів ескадри Чен Бигуан прибув на зустріч з Іто Сукэюкі і передав лист Дін Жучана. Потім «Гуанбин» разом з усіма уцілілими кораблями Бэйянского флоту був переданий японцям.
Через деякий час японського адмірала Іто було передано лист від губернатора китайської провінції Гуандун, в якому він просив про повернення мінного крейсера Гуанчжоуській ескадри на підставі, що Гуанчжоу не бере участь у війні (що демонструє фактичний розпад Китаю в кін. XIX ст. на окремі провінції). Губернатор давав зобов'язання, що його корабель більше не візьме ніякої участі у військових діях і навіть погоджувався, що японці знімуть з нього озброєння..
Японці звісно залишили трофейний корабель у себе. Як і інші трофейні китайські кораблі, «Гуанбін» зберіг свою стару назву, яка по-японськи вимовлялося як «Кохей» і включений до складу японського флоту, але служив в ньому лише короткий час. У грудні 1895 р. «Кохей» зазнав аварії поблизу порту Магун на окупованих Японією островах Пенху і затонув. Останній мінний крейсер серії «Гуандин» служив в Гуанчжоуській ескадрі до 1914 р., після чого був списаний.

## Зовнішні посилання
- Стаття на сайті Бэйянского флоту (на кит. яз.)
- Вильсон Х. Броненосцы у бою. Глави 21

## Див також
- Крейсери типу «Хай-Ці»